# Lucillo (console)
Lucillo (latino: Lucillus; fl. 265) è stato un politico romano di età imperiale.

## Biografia
Parente dell'imperatore Gallieno, fu probabilmente il figlio di Egnazio Lucilliano, legatus Augusti pro praetore provinciae Britanniae sotto Gordiano III.
Nel 265 fu console assieme a Publio Licinio Valeriano, fratello minore dell'imperatore.
Fu probabilmente uno dei parenti di Gallieno uccisi a Roma dopo la morte dell'imperatore (268), come ipotizzato dalla fonte secondaria.